# Metro (film)
Metro är en amerikansk action-thriller från 1997 i regi av Thomas Carter med Eddie Murphy i huvudrollen som Scott Roper. Filmen hade Sverigepremiär den 28 februari 1997.

## Handling
Ett gisslandrama utspelar sig på en bank i San Francisco där en knarkare håller bankpersonal och civilister som gisslan. Polisens expert på gisslandraman är Scott Roper som kallas till platsen för att förhandla med mannen, men förhandlingarna strandar och i tumultet som uppstår slutar det med att Scott skjuter mannen. När Scotts kollega Sam Baffert lite senare ska göra ett rutinbesök hos juveleraren Michael Korda knivhuggs Sam ihjäl av Korda. När Scott börjar undersöka Sams död blir han till sin besvikelse frånkopplad från fallet av sin chef. Men Scott är fast besluten på att se till att Michael åker fast och får sitt straff.

## Om filmen
Filmen är inspelad i Albany, Half Moon Bay, Vallejo och San Francisco, Kalifornien i USA.

## Rollista (i urval)
- Eddie Murphy - Insp. Scott Roper
- Kim Miyori - Kimura
- Art Evans - Lt. Sam Baffett
- James Carpenter - Forbes
- Michael Rapaport - Kevin McCall
- Carmen Ejogo - Veronica "Ronnie" Tate
- Michael Wincott - Michael Korda
- Donal Logue - Earl
- Jeni Chua - Debbie, Earls gisslan